# Tour de Norvège 2023
La 12e édition du Tour de Norvège a eu lieu du 26 mai 2023 au 29 mai 2023. La course fait partie du calendrier UCI ProSeries 2023 en catégorie 2.Pro.

## Équipes
Dix-neuf équipes participent à la course : huit équipes World Tour, sept équipes continentales professionnelles, trois équipes continentales et une équipe nationale
| WorldTeams (8)- Alpecin-Deceuninck - Bora-Hansgrohe - EF Education-EasyPost - Ineos Grenadiers - Intermarché-Circus-Wanty - Jumbo-Visma - Team DSM - Trek-Segafredo ProTeams (7)- Caja Rural-Seguros RGA - Green Project-Bardiani CSF-Faizanè - Human Powered Health - Q36.5 Pro Cycling Team - Team Flanders-Baloise - Tudor Pro Cycling Team - Uno-X Pro Cycling Team Équipes continentales (3)- Leopard TOGT Pro Cycling - Saint Piran - Team Coop-Repsol Équipe nationale- Norvège |
| |

## Étapes
| Étape     | Date   | Villes étapes         | type                     | Distance (km) | Dénivelé (m) | Vainqueur d'étape  | Leader du classement général |
| --------- | ------ | --------------------- | ------------------------ | ------------- | ------------ | ------------------ | ---------------------------- |
| Prologue  | 26 mai | Bergen                | contre-la-montre en côte | 7,4           | 319 m        | Ben Tulett         | Ben Tulett                   |
| 1re étape | 27 mai | Røldal – Hovden       | étape vallonnée          | 85,2          | 1 463 m      | Mike Teunissen     | Ben Tulett                   |
| 2e étape  | 28 mai | Valle – Stavanger     | étape vallonnée          | 165,7         | 2 399 m      | Thibau Nys         | Ben Tulett                   |
| 3e étape  | 29 mai | Stavanger – Stavanger | étape de plaine          | 149,3         | 1 277 m      | Alexander Kristoff | Ben Tulett                   |

## Déroulement de la course

### Prologue
| \| Classement de l'étape \| Classement de l'étape \| Classement de l'étape \| Classement de l'étape \| Classement de l'étape \| \| Coureur \| Coureur \| Pays \| Équipe \| Temps \| \| --------------------- \| --------------------- \| --------------------- \| ------------------------ \| --------------------- \| \| 1er \| Ben Tulett \| Royaume-Uni \| Ineos Grenadiers \| 14 min 28 s \| \| 2e \| Magnus Sheffield \| États-Unis \| Ineos Grenadiers \| + 1 s \| \| 3e \| Attila Valter \| Hongrie \| Jumbo-Visma \| + 20 s \| \| 4e \| Ådne Holter \| Norvège \| Uno-X Pro Cycling Team \| + 27 s \| \| 5e \| Mathias Vacek \| Tchéquie \| Trek-Segafredo \| + 28 s \| \| 6e \| Thibau Nys \| Belgique \| Trek-Segafredo \| + 30 s \| \| 7e \| Tobias Johannessen \| Norvège \| Uno-X Pro Cycling Team \| + 31 s \| \| 8e \| Rune Herregodts \| Belgique \| Intermarché-Circus-Wanty \| + 31 s \| \| 9e \| Marco Brenner \| Allemagne \| Team DSM \| + 32 s \| \| 10e \| Alexander Kamp \| Danemark \| Tudor Pro Cycling Team \| + 32 s \| |                    |             |                          |             |
| |                    |             |                          |             |
| Source : ProCyclingStats |                    |             |                          |             |
| Classement de l'étape |                    |             |                          |             |
| Coureur | Coureur            | Pays        | Équipe                   | Temps       |
| 1er | Ben Tulett         | Royaume-Uni | Ineos Grenadiers         | 14 min 28 s |
| 2e | Magnus Sheffield   | États-Unis  | Ineos Grenadiers         | + 1 s       |
| 3e | Attila Valter      | Hongrie     | Jumbo-Visma              | + 20 s      |
| 4e | Ådne Holter        | Norvège     | Uno-X Pro Cycling Team   | + 27 s      |
| 5e | Mathias Vacek      | Tchéquie    | Trek-Segafredo           | + 28 s      |
| 6e | Thibau Nys         | Belgique    | Trek-Segafredo           | + 30 s      |
| 7e | Tobias Johannessen | Norvège     | Uno-X Pro Cycling Team   | + 31 s      |
| 8e | Rune Herregodts    | Belgique    | Intermarché-Circus-Wanty | + 31 s      |
| 9e | Marco Brenner      | Allemagne   | Team DSM                 | + 32 s      |
| 10e | Alexander Kamp     | Danemark    | Tudor Pro Cycling Team   | + 32 s      |

| \| Classement général \| Classement général \| Classement général \| Classement général \| Classement général \| \| Coureur \| Coureur \| Pays \| Équipe \| Temps \| \| ------------------ \| ------------------ \| ------------------ \| ------------------------ \| ------------------ \| \| 1er \| Ben Tulett \| Royaume-Uni \| Ineos Grenadiers \| 14 min 28 s \| \| 2e \| Magnus Sheffield \| États-Unis \| Ineos Grenadiers \| + 1 s \| \| 3e \| Attila Valter \| Hongrie \| Jumbo-Visma \| + 20 s \| \| 4e \| Ådne Holter \| Norvège \| Uno-X Pro Cycling Team \| + 27 s \| \| 5e \| Mathias Vacek \| Tchéquie \| Trek-Segafredo \| + 28 s \| \| 6e \| Thibau Nys \| Belgique \| Trek-Segafredo \| + 30 s \| \| 7e \| Tobias Johannessen \| Norvège \| Uno-X Pro Cycling Team \| + 31 s \| \| 8e \| Rune Herregodts \| Belgique \| Intermarché-Circus-Wanty \| + 31 s \| \| 9e \| Marco Brenner \| Allemagne \| Team DSM \| + 32 s \| \| 10e \| Alexander Kamp \| Danemark \| Tudor Pro Cycling Team \| + 32 s \| |                    |             |                          |             |
| |                    |             |                          |             |
| Source : ProCyclingStats |                    |             |                          |             |
| Classement général |                    |             |                          |             |
| Coureur | Coureur            | Pays        | Équipe                   | Temps       |
| 1er | Ben Tulett         | Royaume-Uni | Ineos Grenadiers         | 14 min 28 s |
| 2e | Magnus Sheffield   | États-Unis  | Ineos Grenadiers         | + 1 s       |
| 3e | Attila Valter      | Hongrie     | Jumbo-Visma              | + 20 s      |
| 4e | Ådne Holter        | Norvège     | Uno-X Pro Cycling Team   | + 27 s      |
| 5e | Mathias Vacek      | Tchéquie    | Trek-Segafredo           | + 28 s      |
| 6e | Thibau Nys         | Belgique    | Trek-Segafredo           | + 30 s      |
| 7e | Tobias Johannessen | Norvège     | Uno-X Pro Cycling Team   | + 31 s      |
| 8e | Rune Herregodts    | Belgique    | Intermarché-Circus-Wanty | + 31 s      |
| 9e | Marco Brenner      | Allemagne   | Team DSM                 | + 32 s      |
| 10e | Alexander Kamp     | Danemark    | Tudor Pro Cycling Team   | + 32 s      |

### 1reétape
| \| Classement de l'étape \| Classement de l'étape \| Classement de l'étape \| Classement de l'étape \| Classement de l'étape \| \| Coureur \| Coureur \| Pays \| Équipe \| Temps \| \| --------------------- \| --------------------- \| --------------------- \| ------------------------ \| --------------------- \| \| 1er \| Mike Teunissen \| Pays-Bas \| Intermarché-Circus-Wanty \| 1 h 58 min 30 s \| \| 2e \| Tobias Lund Andresen \| Danemark \| Team DSM \| + 0 s \| \| 3e \| Jordi Meeus \| Belgique \| Bora-Hansgrohe \| + 0 s \| \| 4e \| Thibau Nys \| Belgique \| Trek-Segafredo \| + 0 s \| \| 5e \| Alexander Kamp \| Danemark \| Tudor Pro Cycling Team \| + 0 s \| \| 6e \| Tobias Johannessen \| Norvège \| Uno-X Pro Cycling Team \| + 0 s \| \| 7e \| Robbe Ghys \| Belgique \| Alpecin-Deceuninck \| + 0 s \| \| 8e \| Magnus Sheffield \| États-Unis \| Ineos Grenadiers \| + 0 s \| \| 9e \| Mick van Dijke \| Pays-Bas \| Jumbo-Visma \| + 0 s \| \| 10e \| Marijn van den Berg \| Pays-Bas \| EF Education-EasyPost \| + 0 s \| |                      |            |                          |                 |
| |                      |            |                          |                 |
| Source : ProCyclingStats |                      |            |                          |                 |
| Classement de l'étape |                      |            |                          |                 |
| Coureur | Coureur              | Pays       | Équipe                   | Temps           |
| 1er | Mike Teunissen       | Pays-Bas   | Intermarché-Circus-Wanty | 1 h 58 min 30 s |
| 2e | Tobias Lund Andresen | Danemark   | Team DSM                 | + 0 s           |
| 3e | Jordi Meeus          | Belgique   | Bora-Hansgrohe           | + 0 s           |
| 4e | Thibau Nys           | Belgique   | Trek-Segafredo           | + 0 s           |
| 5e | Alexander Kamp       | Danemark   | Tudor Pro Cycling Team   | + 0 s           |
| 6e | Tobias Johannessen   | Norvège    | Uno-X Pro Cycling Team   | + 0 s           |
| 7e | Robbe Ghys           | Belgique   | Alpecin-Deceuninck       | + 0 s           |
| 8e | Magnus Sheffield     | États-Unis | Ineos Grenadiers         | + 0 s           |
| 9e | Mick van Dijke       | Pays-Bas   | Jumbo-Visma              | + 0 s           |
| 10e | Marijn van den Berg  | Pays-Bas   | EF Education-EasyPost    | + 0 s           |

| \| Classement général \| Classement général \| Classement général \| Classement général \| Classement général \| \| Coureur \| Coureur \| Pays \| Équipe \| Temps \| \| ------------------ \| ------------------ \| ------------------ \| ------------------------ \| ------------------ \| \| 1er \| Ben Tulett \| Royaume-Uni \| Ineos Grenadiers \| 2 h 12 min 58 s \| \| 2e \| Magnus Sheffield \| États-Unis \| Ineos Grenadiers \| + 1 s \| \| 3e \| Attila Valter \| Hongrie \| Jumbo-Visma \| + 20 s \| \| 4e \| Ådne Holter \| Norvège \| Uno-X Pro Cycling Team \| + 27 s \| \| 5e \| Mathias Vacek \| Tchéquie \| Trek-Segafredo \| + 28 s \| \| 6e \| Thibau Nys \| Belgique \| Trek-Segafredo \| + 30 s \| \| 7e \| Tobias Johannessen \| Norvège \| Uno-X Pro Cycling Team \| + 31 s \| \| 8e \| Rune Herregodts \| Belgique \| Intermarché-Circus-Wanty \| + 31 s \| \| 9e \| Marco Brenner \| Allemagne \| Team DSM \| + 32 s \| \| 10e \| Alexander Kamp \| Danemark \| Tudor Pro Cycling Team \| + 32 s \| |                    |             |                          |                 |
| |                    |             |                          |                 |
| Source : ProCyclingStats |                    |             |                          |                 |
| Classement général |                    |             |                          |                 |
| Coureur | Coureur            | Pays        | Équipe                   | Temps           |
| 1er | Ben Tulett         | Royaume-Uni | Ineos Grenadiers         | 2 h 12 min 58 s |
| 2e | Magnus Sheffield   | États-Unis  | Ineos Grenadiers         | + 1 s           |
| 3e | Attila Valter      | Hongrie     | Jumbo-Visma              | + 20 s          |
| 4e | Ådne Holter        | Norvège     | Uno-X Pro Cycling Team   | + 27 s          |
| 5e | Mathias Vacek      | Tchéquie    | Trek-Segafredo           | + 28 s          |
| 6e | Thibau Nys         | Belgique    | Trek-Segafredo           | + 30 s          |
| 7e | Tobias Johannessen | Norvège     | Uno-X Pro Cycling Team   | + 31 s          |
| 8e | Rune Herregodts    | Belgique    | Intermarché-Circus-Wanty | + 31 s          |
| 9e | Marco Brenner      | Allemagne   | Team DSM                 | + 32 s          |
| 10e | Alexander Kamp     | Danemark    | Tudor Pro Cycling Team   | + 32 s          |

### 2eétape
| \| Classement de l'étape \| Classement de l'étape \| Classement de l'étape \| Classement de l'étape \| Classement de l'étape \| \| Coureur \| Coureur \| Pays \| Équipe \| Temps \| \| --------------------- \| --------------------- \| --------------------- \| ---------------------- \| --------------------- \| \| 1er \| Thibau Nys \| Belgique \| Trek-Segafredo \| 4 h 18 min 33 s \| \| 2e \| Edward Planckaert \| Belgique \| Alpecin-Deceuninck \| + 1 s \| \| 3e \| Ben Tulett \| Royaume-Uni \| Ineos Grenadiers \| + 1 s \| \| 4e \| Mick van Dijke \| Pays-Bas \| Jumbo-Visma \| + 1 s \| \| 5e \| Tobias Johannessen \| Norvège \| Uno-X Pro Cycling Team \| + 1 s \| \| 6e \| Maurice Ballerstedt \| Allemagne \| Alpecin-Deceuninck \| + 1 s \| \| 7e \| Tobias Lund Andresen \| Danemark \| Team DSM \| + 1 s \| \| 8e \| Magnus Sheffield \| États-Unis \| Ineos Grenadiers \| + 1 s \| \| 9e \| Ben Zwiehoff \| Allemagne \| Bora-Hansgrohe \| + 1 s \| \| 10e \| Jordi Meeus \| Belgique \| Bora-Hansgrohe \| + 5 s \| |                      |             |                        |                 |
| |                      |             |                        |                 |
| Source : ProCyclingStats |                      |             |                        |                 |
| Classement de l'étape |                      |             |                        |                 |
| Coureur | Coureur              | Pays        | Équipe                 | Temps           |
| 1er | Thibau Nys           | Belgique    | Trek-Segafredo         | 4 h 18 min 33 s |
| 2e | Edward Planckaert    | Belgique    | Alpecin-Deceuninck     | + 1 s           |
| 3e | Ben Tulett           | Royaume-Uni | Ineos Grenadiers       | + 1 s           |
| 4e | Mick van Dijke       | Pays-Bas    | Jumbo-Visma            | + 1 s           |
| 5e | Tobias Johannessen   | Norvège     | Uno-X Pro Cycling Team | + 1 s           |
| 6e | Maurice Ballerstedt  | Allemagne   | Alpecin-Deceuninck     | + 1 s           |
| 7e | Tobias Lund Andresen | Danemark    | Team DSM               | + 1 s           |
| 8e | Magnus Sheffield     | États-Unis  | Ineos Grenadiers       | + 1 s           |
| 9e | Ben Zwiehoff         | Allemagne   | Bora-Hansgrohe         | + 1 s           |
| 10e | Jordi Meeus          | Belgique    | Bora-Hansgrohe         | + 5 s           |

| \| Classement général \| Classement général \| Classement général \| Classement général \| Classement général \| \| Coureur \| Coureur \| Pays \| Équipe \| Temps \| \| ------------------ \| ------------------ \| ------------------ \| ------------------------ \| ------------------ \| \| 1er \| Ben Tulett \| Royaume-Uni \| Ineos Grenadiers \| 6 h 31 min 28 s \| \| 2e \| Magnus Sheffield \| États-Unis \| Ineos Grenadiers \| + 5 s \| \| 3e \| Thibau Nys \| Belgique \| Trek-Segafredo \| + 23 s \| \| 4e \| Ådne Holter \| Norvège \| Uno-X Pro Cycling Team \| + 35 s \| \| 5e \| Tobias Johannessen \| Norvège \| Uno-X Pro Cycling Team \| + 35 s \| \| 6e \| Mathias Vacek \| Tchéquie \| Trek-Segafredo \| + 36 s \| \| 7e \| Ben Zwiehoff \| Allemagne \| Bora-Hansgrohe \| + 37 s \| \| 8e \| Rune Herregodts \| Belgique \| Intermarché-Circus-Wanty \| + 39 s \| \| 9e \| Alexander Kamp \| Danemark \| Tudor Pro Cycling Team \| + 40 s \| \| 10e \| Marco Brenner \| Allemagne \| Team DSM \| + 40 s \| |                    |             |                          |                 |
| |                    |             |                          |                 |
| Source : ProCyclingStats |                    |             |                          |                 |
| Classement général |                    |             |                          |                 |
| Coureur | Coureur            | Pays        | Équipe                   | Temps           |
| 1er | Ben Tulett         | Royaume-Uni | Ineos Grenadiers         | 6 h 31 min 28 s |
| 2e | Magnus Sheffield   | États-Unis  | Ineos Grenadiers         | + 5 s           |
| 3e | Thibau Nys         | Belgique    | Trek-Segafredo           | + 23 s          |
| 4e | Ådne Holter        | Norvège     | Uno-X Pro Cycling Team   | + 35 s          |
| 5e | Tobias Johannessen | Norvège     | Uno-X Pro Cycling Team   | + 35 s          |
| 6e | Mathias Vacek      | Tchéquie    | Trek-Segafredo           | + 36 s          |
| 7e | Ben Zwiehoff       | Allemagne   | Bora-Hansgrohe           | + 37 s          |
| 8e | Rune Herregodts    | Belgique    | Intermarché-Circus-Wanty | + 39 s          |
| 9e | Alexander Kamp     | Danemark    | Tudor Pro Cycling Team   | + 40 s          |
| 10e | Marco Brenner      | Allemagne   | Team DSM                 | + 40 s          |

### 3eétape
| \| Classement de l'étape \| Classement de l'étape \| Classement de l'étape \| Classement de l'étape \| Classement de l'étape \| \| Coureur \| Coureur \| Pays \| Équipe \| Temps \| \| --------------------- \| --------------------- \| --------------------- \| ------------------------ \| --------------------- \| \| 1er \| Alexander Kristoff \| Norvège \| Uno-X Pro Cycling Team \| 3 h 19 min 17 s \| \| 2e \| Tobias Lund Andresen \| Danemark \| Team DSM \| + 0 s \| \| 3e \| Jordi Meeus \| Belgique \| Bora-Hansgrohe \| + 0 s \| \| 4e \| Madis Mihkels \| Estonie \| Intermarché-Circus-Wanty \| + 0 s \| \| 5e \| Marijn van den Berg \| Pays-Bas \| EF Education-EasyPost \| + 0 s \| \| 6e \| Tim van Dijke \| Pays-Bas \| Jumbo-Visma \| + 0 s \| \| 7e \| Edward Planckaert \| Belgique \| Alpecin-Deceuninck \| + 0 s \| \| 8e \| Rasmus Tiller \| Norvège \| Uno-X Pro Cycling Team \| + 0 s \| \| 9e \| Thibau Nys \| Belgique \| Trek-Segafredo \| + 0 s \| \| 10e \| Vito Braet \| Belgique \| Team Flanders-Baloise \| + 0 s \| |                      |          |                          |                 |
| |                      |          |                          |                 |
| Source : ProCyclingStats |                      |          |                          |                 |
| Classement de l'étape |                      |          |                          |                 |
| Coureur | Coureur              | Pays     | Équipe                   | Temps           |
| 1er | Alexander Kristoff   | Norvège  | Uno-X Pro Cycling Team   | 3 h 19 min 17 s |
| 2e | Tobias Lund Andresen | Danemark | Team DSM                 | + 0 s           |
| 3e | Jordi Meeus          | Belgique | Bora-Hansgrohe           | + 0 s           |
| 4e | Madis Mihkels        | Estonie  | Intermarché-Circus-Wanty | + 0 s           |
| 5e | Marijn van den Berg  | Pays-Bas | EF Education-EasyPost    | + 0 s           |
| 6e | Tim van Dijke        | Pays-Bas | Jumbo-Visma              | + 0 s           |
| 7e | Edward Planckaert    | Belgique | Alpecin-Deceuninck       | + 0 s           |
| 8e | Rasmus Tiller        | Norvège  | Uno-X Pro Cycling Team   | + 0 s           |
| 9e | Thibau Nys           | Belgique | Trek-Segafredo           | + 0 s           |
| 10e | Vito Braet           | Belgique | Team Flanders-Baloise    | + 0 s           |

## Classements finals

### Classement général final
| \| Classement général \| Classement général \| Classement général \| Classement général \| Classement général \| \| Coureur \| Coureur \| Pays \| Équipe \| Temps \| \| ------------------ \| ------------------ \| ------------------ \| ------------------------ \| ------------------ \| \| 1er \| Ben Tulett \| Royaume-Uni \| Ineos Grenadiers \| 9 h 50 min 45 s \| \| 2e \| Magnus Sheffield \| États-Unis \| Ineos Grenadiers \| + 5 s \| \| 3e \| Thibau Nys \| Belgique \| Trek-Segafredo \| + 23 s \| \| 4e \| Attila Valter \| Hongrie \| Jumbo-Visma \| + 24 s \| \| 5e \| Alexander Kamp \| Danemark \| Tudor Pro Cycling Team \| + 30 s \| \| 6e \| Rune Herregodts \| Belgique \| Intermarché-Circus-Wanty \| + 31 s \| \| 7e \| Ådne Holter \| Norvège \| Uno-X Pro Cycling Team \| + 31 s \| \| 8e \| Mathias Vacek \| Tchéquie \| Trek-Segafredo \| + 32 s \| \| 9e \| Tobias Johannessen \| Norvège \| Uno-X Pro Cycling Team \| + 33 s \| \| 10e \| Marco Brenner \| Allemagne \| Team DSM \| + 36 s \| |                    |             |                          |                 |
| |                    |             |                          |                 |
| Source : ProCyclingStats |                    |             |                          |                 |
| Classement général |                    |             |                          |                 |
| Coureur | Coureur            | Pays        | Équipe                   | Temps           |
| 1er | Ben Tulett         | Royaume-Uni | Ineos Grenadiers         | 9 h 50 min 45 s |
| 2e | Magnus Sheffield   | États-Unis  | Ineos Grenadiers         | + 5 s           |
| 3e | Thibau Nys         | Belgique    | Trek-Segafredo           | + 23 s          |
| 4e | Attila Valter      | Hongrie     | Jumbo-Visma              | + 24 s          |
| 5e | Alexander Kamp     | Danemark    | Tudor Pro Cycling Team   | + 30 s          |
| 6e | Rune Herregodts    | Belgique    | Intermarché-Circus-Wanty | + 31 s          |
| 7e | Ådne Holter        | Norvège     | Uno-X Pro Cycling Team   | + 31 s          |
| 8e | Mathias Vacek      | Tchéquie    | Trek-Segafredo           | + 32 s          |
| 9e | Tobias Johannessen | Norvège     | Uno-X Pro Cycling Team   | + 33 s          |
| 10e | Marco Brenner      | Allemagne   | Team DSM                 | + 36 s          |

### Évolution des classements
| Étape            | Vainqueur          | Classement général | Classement par points | Classement de la montagne | Classement du meilleur jeune | Classement par équipes |
| ---------------- | ------------------ | ------------------ | --------------------- | ------------------------- | ---------------------------- | ---------------------- |
| P                | Ben Tulett         | Ben Tulett         | Ben Tulett            | Ben Tulett                | Ben Tulett                   | Ineos Grenadiers       |
| 1                | Mike Teunissen     | Ben Tulett         | Magnus Sheffield      | Magnus Sheffield          | Ben Tulett                   | Ineos Grenadiers       |
| 2                | Thibau Nys         | Ben Tulett         | Thibau Nys            | Joel Nicolau              | Ben Tulett                   | Ineos Grenadiers       |
| 3                | Alexander Kristoff | Ben Tulett         | Thibau Nys            | Joel Nicolau              | Ben Tulett                   | Ineos Grenadiers       |
| Classement final | Classement final   | Ben Tulett         | Thibau Nys            | Joel Nicolau              | Ben Tulett                   | Ineos Grenadiers       |

## Liste des participants
| Alpecin-Deceuninck ADC | Alpecin-Deceuninck ADC    | Alpecin-Deceuninck ADC |
| ---------------------- | ------------------------- | ---------------------- |
| Num                    | Coureur                   | Pos                    |
| 1                      | Maurice Ballerstedt (GER) | 83e                    |
| 2                      | Dries De Bondt (BEL)      | 99e                    |
| 3                      | Robbe Ghys (BEL)          | 77e                    |
| 4                      | Axel Laurance (FRA)       | 20e                    |
| 5                      | Edward Planckaert (BEL)   | 39e                    |
| 6                      | Luca Vergallito (ITA)     | 15e                    |

| Ineos Grenadiers IGD | Ineos Grenadiers IGD     | Ineos Grenadiers IGD |
| -------------------- | ------------------------ | -------------------- |
| Num                  | Coureur                  | Pos                  |
| 11                   | Joshua Tarling (GBR)     | 43e                  |
| 12                   | Leo Hayter (GBR)         | 81e                  |
| 13                   | Luke Plapp (AUS) (route) | 108e                 |
| 14                   | Magnus Sheffield (USA)   | 2e                   |
| 15                   | Connor Swift (GBR)       | 65e                  |
| 16                   | Ben Tulett (GBR)         | 1er                  |

| Bora-Hansgrohe BOH | Bora-Hansgrohe BOH   | Bora-Hansgrohe BOH |
| ------------------ | -------------------- | ------------------ |
| Num                | Coureur              | Pos                |
| 21                 | Shane Archbold (NZL) | AB-3               |
| 22                 | Marco Haller (AUT)   | 64e                |
| 23                 | Jordi Meeus (BEL)    | 35e                |
| 24                 | Ide Schelling (NED)  | 49e                |
| 25                 | Jonas Koch (GER)     | 26e                |
| 26                 | Ben Zwiehoff (GER)   | 12e                |

| EF Education-EasyPost EFE | EF Education-EasyPost EFE  | EF Education-EasyPost EFE |
| ------------------------- | -------------------------- | ------------------------- |
| Num                       | Coureur                    | Pos                       |
| 31                        | Odd Christian Eiking (NOR) | 11e                       |
| 32                        | Jens Keukeleire (BEL)      | 63e                       |
| 33                        | Jonas Rutsch (GER)         | 14e                       |
| 34                        | Georg Steinhauser (GER)    | NP-3                      |
| 35                        | Michael Valgren (DEN)      | 59e                       |
| 36                        | Marijn van den Berg (NED)  | 17e                       |

| Jumbo-Visma TJV | Jumbo-Visma TJV              | Jumbo-Visma TJV |
| --------------- | ---------------------------- | --------------- |
| Num             | Coureur                      | Pos             |
| 41              | Johannes Staune-Mittet (NOR) | 23e             |
| 42              | Gijs Leemreize (NED)         | 28e             |
| 43              | Mick van Dijke (NED)         | 16e             |
| 44              | Tosh Van der Sande (BEL)     | 94e             |
| 45              | Attila Valter (HUN) (route)  | 4e              |
| 46              | Tim van Dijke (NED)          | 82e             |

| Team DSM DSM | Team DSM DSM               | Team DSM DSM |
| ------------ | -------------------------- | ------------ |
| Num          | Coureur                    | Pos          |
| 51           | Romain Combaud (FRA)       | 50e          |
| 52           | Marco Brenner (GER)        | 10e          |
| 53           | Sean Flynn (GBR)           | 88e          |
| 54           | Tobias Lund Andresen (DEN) | 27e          |
| 55           | Lorenzo Milesi (ITA)       | 13e          |
| 56           | Kevin Vermaerke (USA)      | 37e          |

| Trek-Segafredo TFS | Trek-Segafredo TFS      | Trek-Segafredo TFS |
| ------------------ | ----------------------- | ------------------ |
| Num                | Coureur                 | Pos                |
| 61                 | Markus Hoelgaard (NOR)  | 61e                |
| 62                 | Asbjørn Hellemose (DEN) | 60e                |
| 63                 | Thibau Nys (BEL)        | 3e                 |
| 64                 | Jasper Stuyven (BEL)    | 48e                |
| 65                 | Edward Theuns (BEL)     | 98e                |
| 66                 | Mathias Vacek (CZE)     | 8e                 |

| Intermarché-Circus-Wanty ICW | Intermarché-Circus-Wanty ICW | Intermarché-Circus-Wanty ICW |
| ---------------------------- | ---------------------------- | ---------------------------- |
| Num                          | Coureur                      | Pos                          |
| 71                           | Dries De Pooter (BEL)        | 91e                          |
| 72                           | Rune Herregodts (BEL)        | 6e                           |
| 73                           | Madis Mihkels (EST)          | 30e                          |
| 74                           | Tom Paquot (BEL)             | 95e                          |
| 75                           | Adrien Petit (FRA)           | 100e                         |
| 76                           | Mike Teunissen (NED)         | 19e                          |

| Uno-X Pro Cycling Team UXT | Uno-X Pro Cycling Team UXT   | Uno-X Pro Cycling Team UXT |
| -------------------------- | ---------------------------- | -------------------------- |
| Num                        | Coureur                      | Pos                        |
| 81                         | Alexander Kristoff (NOR)     | 80e                        |
| 82                         | Ådne Holter (NOR)            | 7e                         |
| 83                         | Anders Johannessen (NOR)     | 84e                        |
| 84                         | Tobias Johannessen (NOR)     | 9e                         |
| 85                         | Martin Bugge Urianstad (NOR) | 79e                        |
| 86                         | Rasmus Tiller (NOR) (route)  | 29e                        |

| Caja Rural-Seguros RGA CJR | Caja Rural-Seguros RGA CJR | Caja Rural-Seguros RGA CJR |
| -------------------------- | -------------------------- | -------------------------- |
| Num                        | Coureur                    | Pos                        |
| 91                         | Julen Amézqueta (ESP)      | 41e                        |
| 92                         | Jefferson Cepeda (ECU)     | 42e                        |
| 93                         | Calum Johnston (GBR)       | 74e                        |
| 94                         | Joel Nicolau (ESP)         | 101e                       |
| 95                         | Fernando Barceló (ESP)     | 58e                        |
| 96                         | Eduard Prades (ESP)        | 32e                        |

| Green Project-Bardiani CSF-Faizanè BCF | Green Project-Bardiani CSF-Faizanè BCF | Green Project-Bardiani CSF-Faizanè BCF |
| -------------------------------------- | -------------------------------------- | -------------------------------------- |
| Num                                    | Coureur                                | Pos                                    |
| 101                                    | Luca Colnaghi (ITA)                    | 54e                                    |
| 102                                    | Riccardo Lucca (ITA)                   | 96e                                    |
| 103                                    | Luca Rastelli (ITA)                    | 70e                                    |
| 104                                    | Manuele Tarozzi (ITA)                  | 75e                                    |
| 105                                    | Alex Tolio (ITA)                       | 40e                                    |
| 106                                    | Enrico Zanoncello (ITA)                | 102e                                   |

| Human Powered Health HPM | Human Powered Health HPM    | Human Powered Health HPM |
| ------------------------ | --------------------------- | ------------------------ |
| Num                      | Coureur                     | Pos                      |
| 111                      | Kristian Aasvold (NOR)      | 45e                      |
| 112                      | Stephen Bassett (USA)       | 55e                      |
| 113                      | August Jensen (NOR)         | 56e                      |
| 114                      | Bart Lemmen (NED)           | 21e                      |
| 115                      | Sebastian Schönberger (AUT) | 36e                      |
| 116                      | Chad Haga (USA)             | 106e                     |

| Q36.5 Pro Cycling Team Q36 | Q36.5 Pro Cycling Team Q36 | Q36.5 Pro Cycling Team Q36 |
| -------------------------- | -------------------------- | -------------------------- |
| Num                        | Coureur                    | Pos                        |
| 121                        | Carl Fredrik Hagen (NOR)   | 18e                        |
| 122                        | Walter Calzoni (ITA)       | 46e                        |
| 123                        | Alessandro Fedeli (ITA)    | 31e                        |
| 124                        | Tobias Ludvigsson (SWE)    | 44e                        |
| 125                        | Kamil Małecki (POL)        | 90e                        |
| 126                        | Nickolas Zukowsky (CAN)    | 34e                        |

| Team Flanders-Baloise TFB | Team Flanders-Baloise TFB | Team Flanders-Baloise TFB |
| ------------------------- | ------------------------- | ------------------------- |
| Num                       | Coureur                   | Pos                       |
| 131                       | Arno Claeys (BEL)         | 78e                       |
| 132                       | Vincent Van Hemelen (BEL) | 85e                       |
| 133                       | Vito Braet (BEL)          | 24e                       |
| 134                       | Aaron Van Poucke (BEL)    | AB-2                      |
| 135                       | Elias Maris (BEL)         | 51e                       |

| Tudor Pro Cycling Team TUD | Tudor Pro Cycling Team TUD     | Tudor Pro Cycling Team TUD |
| -------------------------- | ------------------------------ | -------------------------- |
| Num                        | Coureur                        | Pos                        |
| 141                        | Jacob Eriksson (SWE)           | 47e                        |
| 142                        | Lucas Eriksson (SWE) (route)   | 22e                        |
| 143                        | Alexander Kamp (DEN) (route)   | 5e                         |
| 144                        | Robin Froidevaux (SUI) (route) | 53e                        |
| 145                        | Arthur Kluckers (LUX)          | 52e                        |
| 146                        | Roland Thalmann (SUI)          | 73e                        |

| Leopard TOGT Pro Cycling LTP | Leopard TOGT Pro Cycling LTP | Leopard TOGT Pro Cycling LTP |
| ---------------------------- | ---------------------------- | ---------------------------- |
| Num                          | Coureur                      | Pos                          |
| 151                          | Mathias Bregnhøj (DEN)       | 62e                          |
| 152                          | Miguel Heidemann (GER)       | 67e                          |
| 153                          | Oliver Knudsen (DEN)         | 68e                          |
| 154                          | Robin Juel Skivild (DEN)     | 57e                          |
| 155                          | Kasper Viberg Søgaard (DEN)  | 103e                         |
| 156                          | Nick van der Lijke (NED)     | 25e                          |

| Saint Piran SPC | Saint Piran SPC            | Saint Piran SPC |
| --------------- | -------------------------- | --------------- |
| Num             | Coureur                    | Pos             |
| 161             | Harry Birchill (GBR)       | 89e             |
| 162             | Zeb Kyffin (GBR)           | 76e             |
| 163             | Alexandar Richardson (GBR) | NP-3            |
| 164             | Bradley Symonds (GBR)      | 87e             |
| 165             | Jack Rootkin-Gray (GBR)    | NP-3            |
| 166             | William Tidball (GBR)      | 93e             |

| Team Coop-Repsol TCR | Team Coop-Repsol TCR              | Team Coop-Repsol TCR |
| -------------------- | --------------------------------- | -------------------- |
| Num                  | Coureur                           | Pos                  |
| 171                  | Håkon Aalrust (NOR)               | 97e                  |
| 172                  | Cedrik Bakke Christophersen (NOR) | 33e                  |
| 173                  | André Drege (NOR)                 | 66e                  |
| 174                  | Kalle Kvam (NOR)                  | 105e                 |
| 175                  | Eirik Lunder (NOR)                | 107e                 |
| 176                  | Magnus Wæhre (NOR)                | 71e                  |

| Norvège NOR | Norvège NOR              | Norvège NOR |
| ----------- | ------------------------ | ----------- |
| Num         | Coureur                  | Pos         |
| 181         | Eirik Vang Aas           | 104e        |
| 182         | Trym Brennsæter          | 38e         |
| 183         | Simen Evertsen-Hegreberg | 86e         |
| 184         | Ludvik Holstad           | 92e         |
| 185         | Torbjørn Andre Røed      | 69e         |
| 186         | Halvor Dolven            | 72e         |

| Alpecin-Deceuninck ADC | Alpecin-Deceuninck ADC    | Alpecin-Deceuninck ADC |
| ---------------------- | ------------------------- | ---------------------- |
| Num                    | Coureur                   | Pos                    |
| 1                      | Maurice Ballerstedt (GER) | 83e                    |
| 2                      | Dries De Bondt (BEL)      | 99e                    |
| 3                      | Robbe Ghys (BEL)          | 77e                    |
| 4                      | Axel Laurance (FRA)       | 20e                    |
| 5                      | Edward Planckaert (BEL)   | 39e                    |
| 6                      | Luca Vergallito (ITA)     | 15e                    |

| Ineos Grenadiers IGD | Ineos Grenadiers IGD     | Ineos Grenadiers IGD |
| -------------------- | ------------------------ | -------------------- |
| Num                  | Coureur                  | Pos                  |
| 11                   | Joshua Tarling (GBR)     | 43e                  |
| 12                   | Leo Hayter (GBR)         | 81e                  |
| 13                   | Luke Plapp (AUS) (route) | 108e                 |
| 14                   | Magnus Sheffield (USA)   | 2e                   |
| 15                   | Connor Swift (GBR)       | 65e                  |
| 16                   | Ben Tulett (GBR)         | 1er                  |

| Bora-Hansgrohe BOH | Bora-Hansgrohe BOH   | Bora-Hansgrohe BOH |
| ------------------ | -------------------- | ------------------ |
| Num                | Coureur              | Pos                |
| 21                 | Shane Archbold (NZL) | AB-3               |
| 22                 | Marco Haller (AUT)   | 64e                |
| 23                 | Jordi Meeus (BEL)    | 35e                |
| 24                 | Ide Schelling (NED)  | 49e                |
| 25                 | Jonas Koch (GER)     | 26e                |
| 26                 | Ben Zwiehoff (GER)   | 12e                |

| EF Education-EasyPost EFE | EF Education-EasyPost EFE  | EF Education-EasyPost EFE |
| ------------------------- | -------------------------- | ------------------------- |
| Num                       | Coureur                    | Pos                       |
| 31                        | Odd Christian Eiking (NOR) | 11e                       |
| 32                        | Jens Keukeleire (BEL)      | 63e                       |
| 33                        | Jonas Rutsch (GER)         | 14e                       |
| 34                        | Georg Steinhauser (GER)    | NP-3                      |
| 35                        | Michael Valgren (DEN)      | 59e                       |
| 36                        | Marijn van den Berg (NED)  | 17e                       |

| Jumbo-Visma TJV | Jumbo-Visma TJV              | Jumbo-Visma TJV |
| --------------- | ---------------------------- | --------------- |
| Num             | Coureur                      | Pos             |
| 41              | Johannes Staune-Mittet (NOR) | 23e             |
| 42              | Gijs Leemreize (NED)         | 28e             |
| 43              | Mick van Dijke (NED)         | 16e             |
| 44              | Tosh Van der Sande (BEL)     | 94e             |
| 45              | Attila Valter (HUN) (route)  | 4e              |
| 46              | Tim van Dijke (NED)          | 82e             |

| Team DSM DSM | Team DSM DSM               | Team DSM DSM |
| ------------ | -------------------------- | ------------ |
| Num          | Coureur                    | Pos          |
| 51           | Romain Combaud (FRA)       | 50e          |
| 52           | Marco Brenner (GER)        | 10e          |
| 53           | Sean Flynn (GBR)           | 88e          |
| 54           | Tobias Lund Andresen (DEN) | 27e          |
| 55           | Lorenzo Milesi (ITA)       | 13e          |
| 56           | Kevin Vermaerke (USA)      | 37e          |

| Trek-Segafredo TFS | Trek-Segafredo TFS      | Trek-Segafredo TFS |
| ------------------ | ----------------------- | ------------------ |
| Num                | Coureur                 | Pos                |
| 61                 | Markus Hoelgaard (NOR)  | 61e                |
| 62                 | Asbjørn Hellemose (DEN) | 60e                |
| 63                 | Thibau Nys (BEL)        | 3e                 |
| 64                 | Jasper Stuyven (BEL)    | 48e                |
| 65                 | Edward Theuns (BEL)     | 98e                |
| 66                 | Mathias Vacek (CZE)     | 8e                 |

| Intermarché-Circus-Wanty ICW | Intermarché-Circus-Wanty ICW | Intermarché-Circus-Wanty ICW |
| ---------------------------- | ---------------------------- | ---------------------------- |
| Num                          | Coureur                      | Pos                          |
| 71                           | Dries De Pooter (BEL)        | 91e                          |
| 72                           | Rune Herregodts (BEL)        | 6e                           |
| 73                           | Madis Mihkels (EST)          | 30e                          |
| 74                           | Tom Paquot (BEL)             | 95e                          |
| 75                           | Adrien Petit (FRA)           | 100e                         |
| 76                           | Mike Teunissen (NED)         | 19e                          |

| Uno-X Pro Cycling Team UXT | Uno-X Pro Cycling Team UXT   | Uno-X Pro Cycling Team UXT |
| -------------------------- | ---------------------------- | -------------------------- |
| Num                        | Coureur                      | Pos                        |
| 81                         | Alexander Kristoff (NOR)     | 80e                        |
| 82                         | Ådne Holter (NOR)            | 7e                         |
| 83                         | Anders Johannessen (NOR)     | 84e                        |
| 84                         | Tobias Johannessen (NOR)     | 9e                         |
| 85                         | Martin Bugge Urianstad (NOR) | 79e                        |
| 86                         | Rasmus Tiller (NOR) (route)  | 29e                        |

| Caja Rural-Seguros RGA CJR | Caja Rural-Seguros RGA CJR | Caja Rural-Seguros RGA CJR |
| -------------------------- | -------------------------- | -------------------------- |
| Num                        | Coureur                    | Pos                        |
| 91                         | Julen Amézqueta (ESP)      | 41e                        |
| 92                         | Jefferson Cepeda (ECU)     | 42e                        |
| 93                         | Calum Johnston (GBR)       | 74e                        |
| 94                         | Joel Nicolau (ESP)         | 101e                       |
| 95                         | Fernando Barceló (ESP)     | 58e                        |
| 96                         | Eduard Prades (ESP)        | 32e                        |

| Green Project-Bardiani CSF-Faizanè BCF | Green Project-Bardiani CSF-Faizanè BCF | Green Project-Bardiani CSF-Faizanè BCF |
| -------------------------------------- | -------------------------------------- | -------------------------------------- |
| Num                                    | Coureur                                | Pos                                    |
| 101                                    | Luca Colnaghi (ITA)                    | 54e                                    |
| 102                                    | Riccardo Lucca (ITA)                   | 96e                                    |
| 103                                    | Luca Rastelli (ITA)                    | 70e                                    |
| 104                                    | Manuele Tarozzi (ITA)                  | 75e                                    |
| 105                                    | Alex Tolio (ITA)                       | 40e                                    |
| 106                                    | Enrico Zanoncello (ITA)                | 102e                                   |

| Human Powered Health HPM | Human Powered Health HPM    | Human Powered Health HPM |
| ------------------------ | --------------------------- | ------------------------ |
| Num                      | Coureur                     | Pos                      |
| 111                      | Kristian Aasvold (NOR)      | 45e                      |
| 112                      | Stephen Bassett (USA)       | 55e                      |
| 113                      | August Jensen (NOR)         | 56e                      |
| 114                      | Bart Lemmen (NED)           | 21e                      |
| 115                      | Sebastian Schönberger (AUT) | 36e                      |
| 116                      | Chad Haga (USA)             | 106e                     |

| Q36.5 Pro Cycling Team Q36 | Q36.5 Pro Cycling Team Q36 | Q36.5 Pro Cycling Team Q36 |
| -------------------------- | -------------------------- | -------------------------- |
| Num                        | Coureur                    | Pos                        |
| 121                        | Carl Fredrik Hagen (NOR)   | 18e                        |
| 122                        | Walter Calzoni (ITA)       | 46e                        |
| 123                        | Alessandro Fedeli (ITA)    | 31e                        |
| 124                        | Tobias Ludvigsson (SWE)    | 44e                        |
| 125                        | Kamil Małecki (POL)        | 90e                        |
| 126                        | Nickolas Zukowsky (CAN)    | 34e                        |

| Team Flanders-Baloise TFB | Team Flanders-Baloise TFB | Team Flanders-Baloise TFB |
| ------------------------- | ------------------------- | ------------------------- |
| Num                       | Coureur                   | Pos                       |
| 131                       | Arno Claeys (BEL)         | 78e                       |
| 132                       | Vincent Van Hemelen (BEL) | 85e                       |
| 133                       | Vito Braet (BEL)          | 24e                       |
| 134                       | Aaron Van Poucke (BEL)    | AB-2                      |
| 135                       | Elias Maris (BEL)         | 51e                       |

| Tudor Pro Cycling Team TUD | Tudor Pro Cycling Team TUD     | Tudor Pro Cycling Team TUD |
| -------------------------- | ------------------------------ | -------------------------- |
| Num                        | Coureur                        | Pos                        |
| 141                        | Jacob Eriksson (SWE)           | 47e                        |
| 142                        | Lucas Eriksson (SWE) (route)   | 22e                        |
| 143                        | Alexander Kamp (DEN) (route)   | 5e                         |
| 144                        | Robin Froidevaux (SUI) (route) | 53e                        |
| 145                        | Arthur Kluckers (LUX)          | 52e                        |
| 146                        | Roland Thalmann (SUI)          | 73e                        |

| Leopard TOGT Pro Cycling LTP | Leopard TOGT Pro Cycling LTP | Leopard TOGT Pro Cycling LTP |
| ---------------------------- | ---------------------------- | ---------------------------- |
| Num                          | Coureur                      | Pos                          |
| 151                          | Mathias Bregnhøj (DEN)       | 62e                          |
| 152                          | Miguel Heidemann (GER)       | 67e                          |
| 153                          | Oliver Knudsen (DEN)         | 68e                          |
| 154                          | Robin Juel Skivild (DEN)     | 57e                          |
| 155                          | Kasper Viberg Søgaard (DEN)  | 103e                         |
| 156                          | Nick van der Lijke (NED)     | 25e                          |

| Saint Piran SPC | Saint Piran SPC            | Saint Piran SPC |
| --------------- | -------------------------- | --------------- |
| Num             | Coureur                    | Pos             |
| 161             | Harry Birchill (GBR)       | 89e             |
| 162             | Zeb Kyffin (GBR)           | 76e             |
| 163             | Alexandar Richardson (GBR) | NP-3            |
| 164             | Bradley Symonds (GBR)      | 87e             |
| 165             | Jack Rootkin-Gray (GBR)    | NP-3            |
| 166             | William Tidball (GBR)      | 93e             |

| Team Coop-Repsol TCR | Team Coop-Repsol TCR              | Team Coop-Repsol TCR |
| -------------------- | --------------------------------- | -------------------- |
| Num                  | Coureur                           | Pos                  |
| 171                  | Håkon Aalrust (NOR)               | 97e                  |
| 172                  | Cedrik Bakke Christophersen (NOR) | 33e                  |
| 173                  | André Drege (NOR)                 | 66e                  |
| 174                  | Kalle Kvam (NOR)                  | 105e                 |
| 175                  | Eirik Lunder (NOR)                | 107e                 |
| 176                  | Magnus Wæhre (NOR)                | 71e                  |

| Norvège NOR | Norvège NOR              | Norvège NOR |
| ----------- | ------------------------ | ----------- |
| Num         | Coureur                  | Pos         |
| 181         | Eirik Vang Aas           | 104e        |
| 182         | Trym Brennsæter          | 38e         |
| 183         | Simen Evertsen-Hegreberg | 86e         |
| 184         | Ludvik Holstad           | 92e         |
| 185         | Torbjørn Andre Røed      | 69e         |
| 186         | Halvor Dolven            | 72e         |